# ريع الكحل
ريع الكحل هو إحدى الشعيب أو الأودية الصغيرة بمكة المكرمة ، وسمّي ريع الكحل بهذا الاسم نسبةً لبائعي الكحل سابقًا; الذين كانوا يتواجدون في بطن هذا الشعب ويعتبر الآن من الأحياء التراثية وذو ثقافة خاصة بأهلهِ والذي يميزهم بأفراحهم الدائمة بجميع المناسبات ومن أهمها الزواجات والأعياد كما أن كرة القدم رياضة ذات شعبية كبيرة في ريع الكحل لذلك فأهله ينجرفون فرحًا بفوز الأندية الرياضية أو فوز المنتخب السعودي بأي بطولة ويدفعهم كثيرًا حبهم للعب المزمار والعجل.
كما يتميز بقربه من الحرم المكي الشريف ويعتبر شريانًا لأحياء مكة القديمة.
ويتكون من أكثر من حارة أو حي ومنها :
حارة الكرامة وساكني هذه الحارة أو الحي ويعتبرون أقدم من سكنها منهم:
المواليد والزهارين وبني حرب .
كما يتميز ريع الكحل بتعدد الثقافات; لاندماج أهلها مع حجاج بيت الله الحرام والعمل معهم، ويتميز قاطنيه وأهله بسعة البال في التعامل .